# パイナガマビーチ

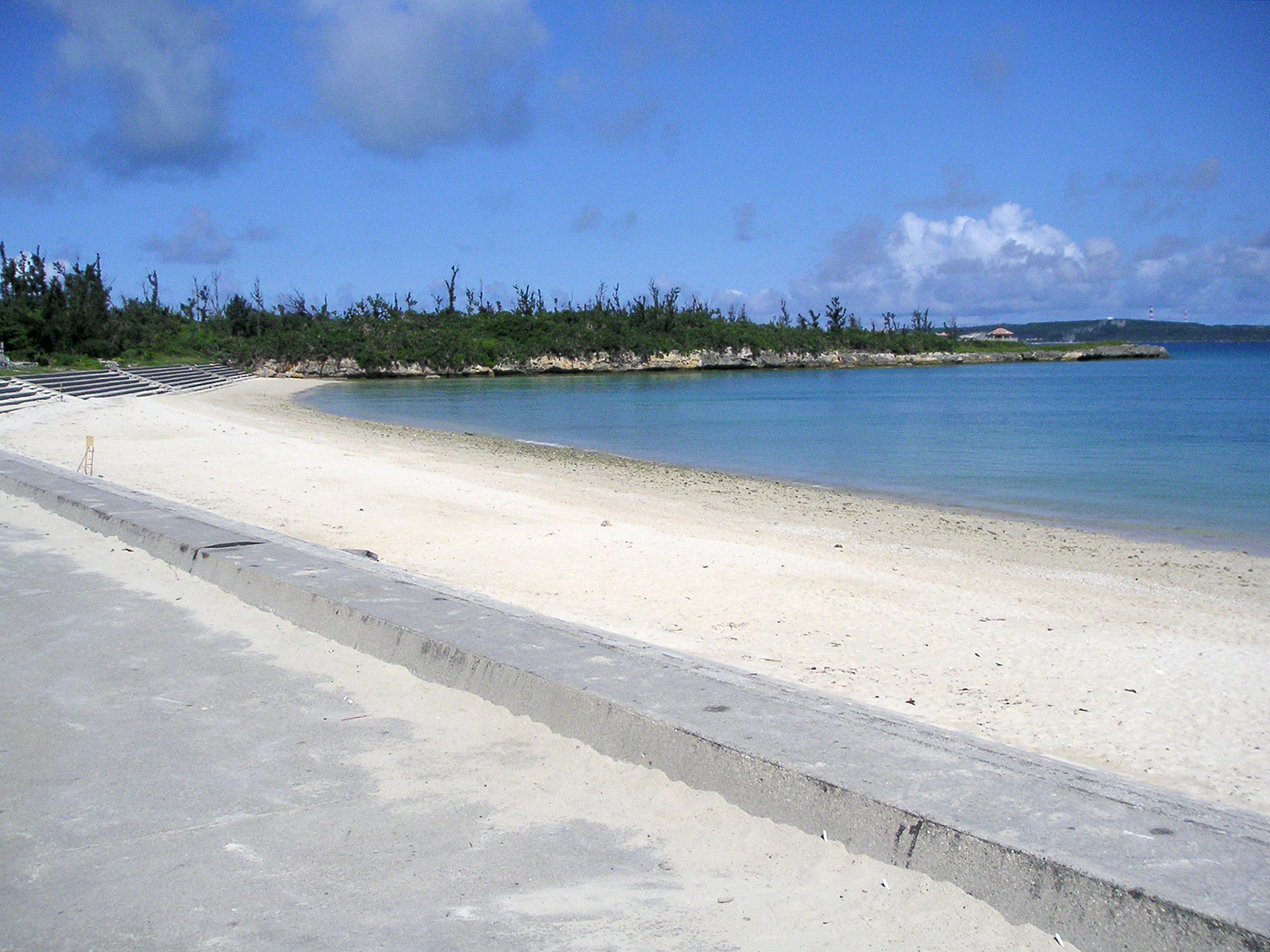
パイナガマビーチ（2004年）

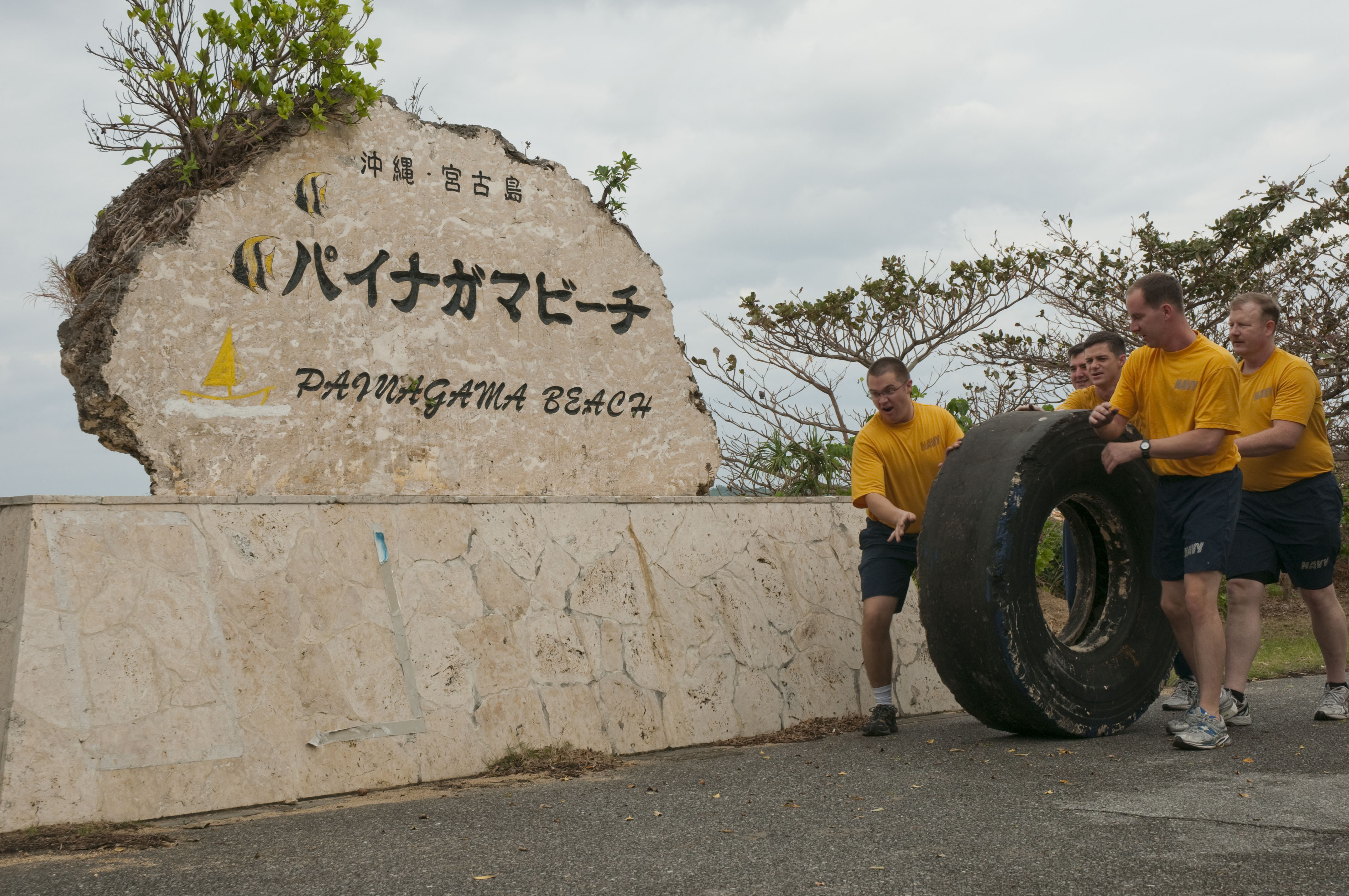
パイナガマビーチの石碑。右側は清掃活動を行う米海軍第7艦隊音楽隊（2010年）

パイナガマビーチは、沖縄県宮古島市字南西里にある砂浜海岸である。

## 概要
「パイナガマ」は、漢字で表記すると「南長間」となる。宮古島の方言で「パイ」は南を意味し、「ナガマ」は長い浜を意味する「ナガハマ」のハが脱落したものと考えられている。
平良市の繁華街から徒歩圏内の国道390号沿いにあり、市民や観光客の憩いの場になっている。2013年（平成25年）の利用者は55,300人。
沖縄県では年間利用者数が概ね1万人を超える水浴場についてシーズン前及びシーズン中に水質調査を行っているが、パイナガマビーチは2017年のシーズン前の調査で「水質AA」（適）と判定されている。

## 施設
- トイレ[6]
- シャワー[6]。
- 駐車場（20台）[7]

遊泳期間は、4月1日から10月30日まで。シーズン中はハブクラゲの防止ネットが設置される。
海岸には階段式のコンクリート護岸が設けられているが、老朽化が進んでいたため、2011年度から2012年度にかけて、基礎の補強、遮熱効果のある塗料の吹き付け、車いす用スロープの設置などの整備工事が行われた。また、砂浜の浸食が進んでいるため、対策が検討されている。

## パイナガマ海空すこやか公園
従来のパイナガマ公園を増設してパイナガマビーチの南西に隣接して整備された都市公園で、パイナガマビーチとは遊歩道で結ばれる。宮古島市内の都市公園で初めてバーベキューなどの火気使用が認められている。1978年（昭和53年）に都市計画決定、1996年（平成8年）に事業採択されて整備が進められた。2016年（平成28年）からすでに利用されている施設もあったが、正式には2017年（平成29年）10月1日に供用が開始され、11月12日にオープニングセレモニーが開催された。面積は8.9ha（従来分と増設分との合計）で、以下の施設が設けられている。
- 管理棟
- 園路（遊歩道） - 約700m、ゴムチップ敷[11]
- 展望台 - 2ヶ所
- 休憩所（四阿） - 8ヶ所、バーベキュー可[11]
- 多目的広場 - 2ヶ所（17,000m2及び3,900m2）
- ミニバスケットボールコート（ハーフコート）
- ドッグランスペース
- 複合遊具施設 - 2017年度中に整備予定[11]
- 駐車場 - 143台（バスを含む）[14][15][16]。

## 交通
- 車 - 宮古空港から約10分、平良港から約5分[7]。
- 徒歩 - 平良港から約10分[1]。